# Retorbido
Retorbido (lombardul: Al Turbi) település Olaszországban, Lombardia régióban, Pavia megyében. Lakosainak száma 1545 fő (2023. január 1.). Retorbido Rivanazzano Terme, Rocca Susella, Torrazza Coste, Codevilla és Voghera községekkel határos.

## Népesség
A település lakossága az elmúlt években az alábbi módon változott:
| Lakosok száma | 1558 | 1546 | 1545 |
|               | 2017 | 2018 | 2023 |